# 梅兰维尔
梅兰维尔（法語：Mérinville，法語發音：[meʁɛ̃vil]）是法国卢瓦雷省的一个市镇，属于蒙塔日区。

## 地理
梅兰维尔（48°4'57"N, 2°56'30"E）面积11.84 平方千米，位于法国中央-卢瓦尔河谷大区卢瓦雷省，该省份为法国中北部省份，北起埃松省，西北接厄尔-卢瓦省，西南接卢瓦-谢尔省，南至涅夫勒省和谢尔省，东临约讷省，东北接塞纳-马恩省。
与梅兰维尔接壤的市镇（或旧市镇、城区）包括：旧罗祖瓦、库尔特莫、埃尔沃维尔、加蒂奈地区佩尔、拉塞勒叙勒比耶。

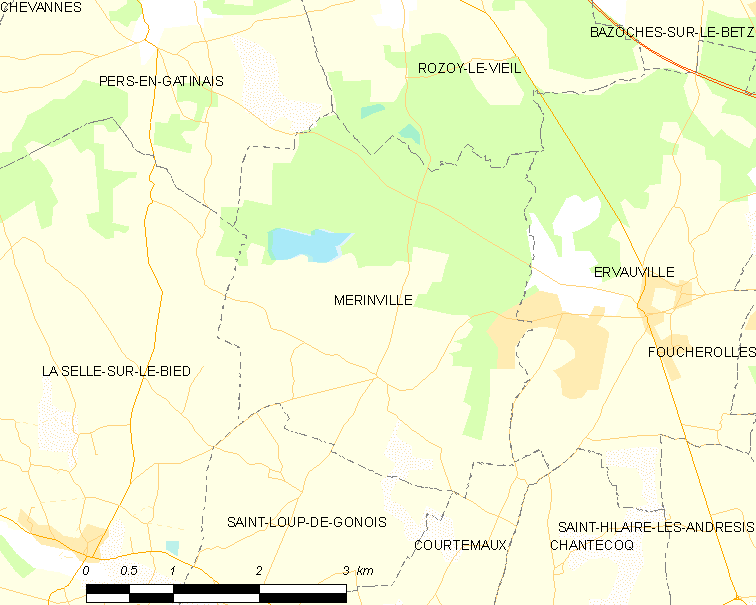
梅兰维尔的OSM定位图

梅兰维尔的时区为UTC+01:00、UTC+02:00（夏令时）。

## 行政
梅兰维尔的邮政编码为45210，INSEE市镇编码为45201。

## 政治
梅兰维尔所属的省级选区为库特奈县。

## 人口

1962-2008年间梅兰维尔人口变化图示

梅兰维尔于2022年1月1日时的人口数量为173人。